# Gusztáv Jány
Gusztáv Jány (narozen jako Gusztáv Hautzinger; 21. října 1883, Rajka, Uherské království – 26. listopadu 1947,  Budapešt, Maďarsko) byl maďarský důstojník za druhé světové války, který velel  2. maďarské armádě v bitvě u Stalingradu. Po válce byl shledán vinným z válečných zločinů a popraven zastřelením. V roce 1993 byl posmrtně zproštěn viny maďarským Nejvyšším soudem.

## Původ a vzdělání
Hautzinger pocházel z německo-polské rodiny. Jeho otec Sándor (Alexander) Hautzinger byl obchodník s potravinami a zemědělec. Rodina se v roce 1896 přestěhovala do Budapešti. Hautzinger navštěvoval mimo jiné luteránské gymnázium v Ödenburgu a luteránské gymnázium na budapešťském Deákově náměstí.
V letech 1902-1905 studoval Hautzinger na Vojenské akademii Ludovika v Pešti. Po ukončení studia byl jmenován poručíkem. V letech 1909 až 1912 navštěvoval Hautzinger Tereziánskou vojenskou akademii ve Wiener Neustadtu, kde pokračoval ve studiu.

## První světová válka
Během první světové války byl Hautzinger nasazen především jako štábní důstojník v Haliči a v listopadu 1914 byl povýšen na kapitána. V roce 1918 byl převelen na ministerstvo války.

## Meziválečné období
Od února 1919 se Hautzinger účastnil maďarsko-rumunské války jako příslušník sikulské divize pod velením plukovníka Károlyho Kratochvila. Divize kapitulovala 29. dubna 1919 a byla zajata v Rumunsku. Ze zajetí se Hautzinger vrátil až koncem srpna 1920.
V říjnu 1920 se Hautzinger stal náčelníkem štábu divize dislokované v Debrecínu. Dne 17. června 1924 byl povýšen na Vitéze; zároveň si Hautzinger pomaďarštil příjmení na Jány a přijal dívčí příjmení své matky.
V září 1931 se Jány vrátil do Ludovikovy akademie jako učitel a v letech 1932-1936 byl velitelem vojenské akademie. Zbývající léta do druhé světové války strávil Jány ve vojenské službě a ve vojenské kanceláři regenta Horthyho.

## Druhá světová válka
Od března 1940 velel Jány nově zformované 2. maďarské armádě. První vojenskou operací této armády bylo obsazení Sedmihradska v září 1940 po druhém vídeňském arbitrážním nálezu.
V dubnu 1942 vedl Jány špatně vycvičenou a špatně vybavenou armádu do války proti Sovětskému svazu po boku německého wehrmachtu. Zejména chyběla protitanková děla. K dispozici bylo také příliš málo munice. I situace v zásobování byla nedostatečná. Zbrojní pomoc v podobě 250 protitankových děl a 180 děl ráže 8,8, kterou Němci slíbili, se nikdy neuskutečnila. S maďarskou 1. obrněnou divizí měla armáda pouze jednu motorizovanou bojovou jednotku, i když se zastaralými tanky.
2. armáda byla zpočátku přiřazena ke skupině armád Jih pod vedením von Bocka a od června 1942 ke skupině armád B pod vedením von Weichse. Bojovala v bitvě u Voroněže v roce 1942 a v lednu 1943 v ohybu Donu mezi Voroněží a Pavlovskem. Pouze takzvaný tankový sbor Cramer z. b. V. byl k dispozici jako záloha pro případ sovětského průlomu. Tvořily ho necelé dvě německé pěší divize, tanková skupina, divize útočných děl a maďarská 1. obrněná divize. V memorandu Horthymu na možné následky upozornil již na počátku.
Dne 12. ledna zahájila Rudá armáda velký útok z urywského předmostí. Útok roztrhal frontu maďarského IV. armádního sboru na několika místech. Maďarským jednotkám se podařilo zhruba udržet frontu ještě 24 hodin, než ustoupily. Dne 14. ledna zaútočila sovětská vojska také na maďarský VII. armádní sbor z předmostí Ščučje. Následně byl napaden i maďarský III. armádní sbor na levém křídle. Cramerův z. b. V. obrněný sbor, o který Jány požádal již 12. ledna, byl odmítnut. O nasazení této zálohy rozhodl Adolf Hitler sám. Tato bojová jednotka byla v lednu 1943 jedinou německou zálohou na jižním úseku německé východní fronty.
Tři dny po zahájení ofenzívy byla velká část maďarské armády na ústupu. Pouze několik izolovaných jednotek se stále drželo na svých pozicích na Donu. Vzhledem k sovětské převaze a nedostatku protitankových zbraní se Rudou armádu nepodařilo zastavit. Generálplukovník von Weichs, vrchní velitel skupiny armád B, nyní požádal Hitlera o povolení stáhnout maďarskou frontu na linii řeky Aidar. Hitler to odmítl povolit. Když se 15. ledna sovětské tanky s jízdní pěchotou přiblížily k Alexejevce, sídlu vrchního velení maďarské armády, hrozilo části maďarské a italské armády obklíčení. Weichs vyslal k Jánymu neoficiálně generálmajora Erwina von Witzlebena, německého generála vrchního velitelství maďarské armády 2.. Witzleben měl Jányho přesvědčit, aby v zájmu své armády nařídil ústup na vlastní odpovědnost, aniž by čekal na Hitlerovo povolení, protože ústup byl v rozporu s Hitlerovými pokyny. Jány požadoval jasný pokyn od vrchního velení skupiny armád B, který mu Weichs odmítl dát. Teprve 17. ledna vydalo Vrchní velitelství skupiny armád B maďarské armádě pod svým velením rozkaz jednat podle situace. Jány nyní nechal uplynout další drahocenné hodiny, než vydal všem podřízeným jednotkám rozkaz k ústupu. O spořádaném ústupu jeho vojsk nyní nemohla být řeč. 
Z původních 200 000 maďarských vojáků a 50 000 židovských nuceně nasazených ve stavebních jednotkách jich v lednu 1943 v bojích padlo asi 100 000, dalších 35 000 bylo zraněno a 60 000 padlo do zajetí. Pouze 40 000 příslušníků armády se později vrátilo do Maďarska. Tyto ztráty byly nejvyšší, jaké kdy maďarská armáda utrpěla v jedné bitvě.
Veškeré vojenské soudy kvůli porážce, které generálplukovník Jány nařídil na přelomu ledna a února 1943, byly "vyššími orgány" zastaveny. Vláda v Budapešti měla v úmyslu zahájit vojenské soudní vyšetřování pouze proti samotnému Jánymu. Když byl Jány 31. března 1943 vyznamenán německým Rytířským křížem Železného kříže, bylo od vyšetřování v Budapešti z politických důvodů upuštěno. Jány se vrátil z Ruska 1. května 1943 s posledním vojenským transportem své armády. Přestože byl slavnostně přivítán zpět doma, byl nahrazen ve funkci velitele. Jeho nástupcem ve funkci velitele 2. armády se stal Géza Lakatos. Nové velení mu nebylo svěřeno. Na podzim 1943 byl na vlastní žádost penzionován.
Jány žil v Budapešti až do listopadu 1944 a poté uprchl se svou nemocnou ženou do Německa, aby unikl blížící se frontě. Tam se 1. května 1945 v Eichendorfu vzdal americkým jednotkám a stal se válečným zajatcem.

## Poválečné období
Dne 19. června 1945 byl Jány v nepřítomnosti vyloučen z maďarské armády. Z amerického zajetí byl propuštěn již v roce 1946 a poté pracoval jako švec v Bavorsku. Po smrti své manželky se v říjnu 1946 dobrovolně vrátil do Maďarska, ačkoli mu Američané nabídli exil v západní Evropě a varovali ho před soudem. Jedním z důvodů Jányho návratu prý byla jeho touha převzít odpovědnost za pád 2. armády. Za pád armády totiž nemohli jeho důstojníci, ale on sám. Jány byl brzy v Maďarsku zatčen. Maďarský lidový soud ho v září 1947 odsoudil k trestu smrti za válečné zločiny. Jány se vzdal žádosti o milost a 26. listopadu 1947 byl popraven zastřelením.
Na počátku 90. let se objevila obvinění, že Jány je osobně zodpovědný za utrpení a vraždu desítek tisíc mladých maďarských Židů, Jány však prokazatelně protestoval u generálplukovníka von Salmutha proti špatnému zacházení a vraždění židovských nuceně nasazených pod jeho velením ze strany SS a wehrmachtu.